# Kitniyot
Kitniyot (tiếng Hebrew: קִטְנִיּוֹת, qitniyyot) là một từ tiếng Do Thái có nghĩa là cây họ đậu. Tuy nhiên, trong ngày lễ Vượt qua, từ kitniyot có nghĩa rộng hơn bao gồm các loại ngũ cốc và hạt như gạo, ngô, hạt hướng dương, hạt vừng, đậu nành, đậu Hà Lan và đậu lăng, ngoài các loại đậu ra.
Theo Chính thống giáo Ashkenazi và một số phong tục Sephard, Kitniyot có thể không được ăn trong Lễ Vượt qua. Mặc dù Do Thái giáo Ashkenazi cải cách và bảo thủ hiện đang cho phép ăn Kitniyot trong Lễ Vượt qua, nhưng truyền thống lâu đời ở những cộng đồng này và các cộng đồng khác là phải kiêng ăn món này. Theo Torat Eretz Yisrael và Minhagei Eretz Yisrael, bất kỳ người Do Thái nào trên toàn thế giới, bất kể nguồn gốc và bất chấp việc thực hành của cha ông họ, có thể ăn kitniyot trong Lễ Vượt qua, vì đó là một hành vi an toàn không cần thiết bị chính quyền Halachic từ chối kể từ ngày khởi đầu của tôn giáo này.